# Liste der Vorsitzenden des Staatspräsidiums von Bosnien und Herzegowina

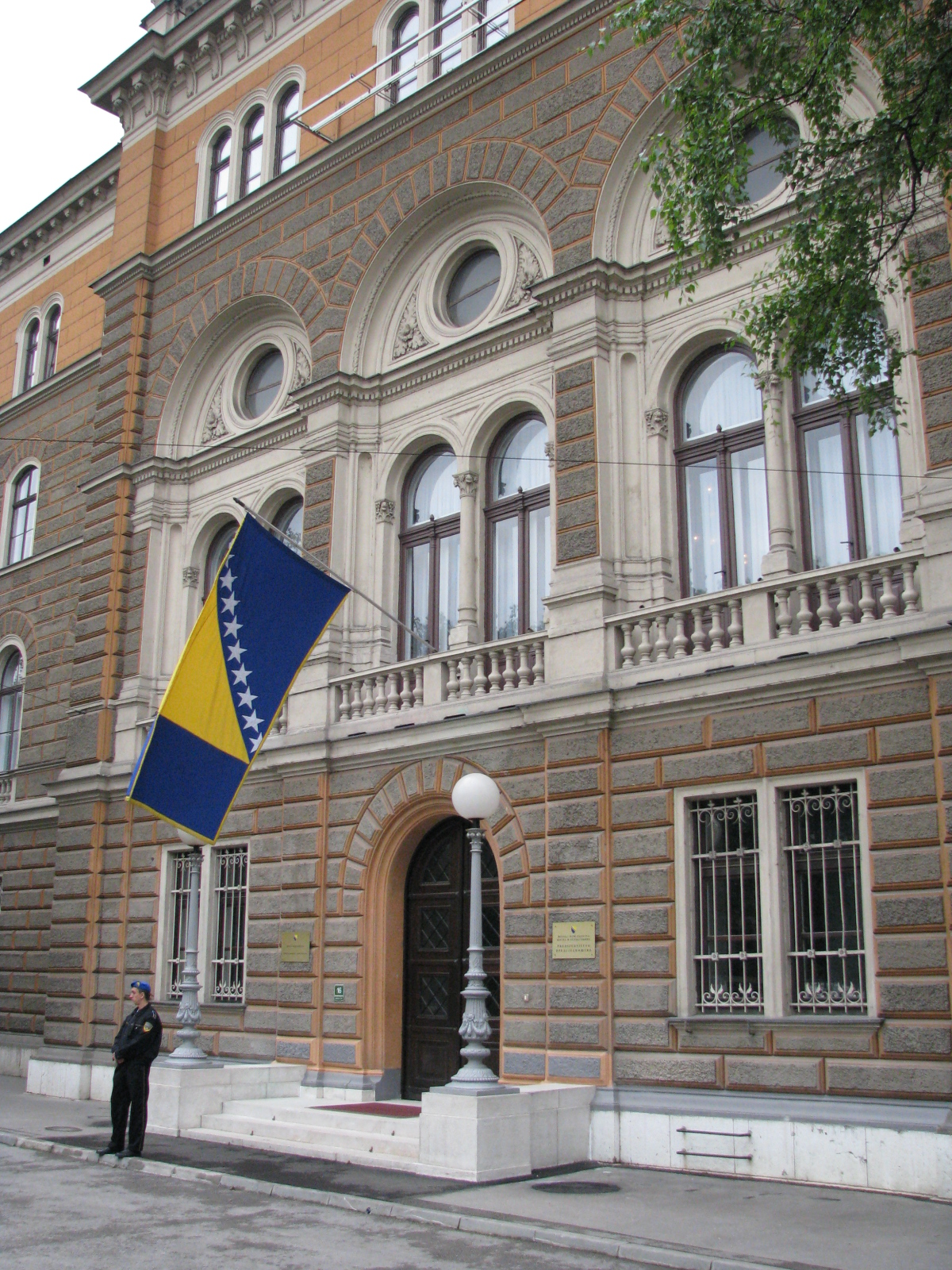
Präsidentensitz von Bosnien und Herzegowina in Sarajevo

Wappen des Staates
Bosnien und Herzegowina

Das Staatspräsidium ist das kollektive Staatsoberhaupt des Gesamtstaates Bosnien und Herzegowina, der sich in die Föderation Bosnien und Herzegowina und die Republika Srpska gliedert, und wird von je einem bosniakischen, einem kroatischen und einem serbischen Bosnier gebildet. Der Vorsitz des Staatspräsidiums wechselt seit 1998 alle acht Monate zwischen den drei Volksgruppen. Die erste Wahl zum Staatspräsidium fand am 14. September 1996 statt.
Seit den Wahlen 2022 sitzen im Staatspräsidium Denis Bećirović (SDP) als bosniakischer, Željka Cvijanović (SNSD) als serbische und Željko Komšić (DF) als kroatischer  Vertreter.

## Liste
| Name               | Nationalität | Partei  | Amtszeit als Vorsitzender           |
| ------------------ | ------------ | ------- | ----------------------------------- |
| Alija Izetbegović  | Bosniake     | SDA     | Oktober 1996 – 12. Oktober 1998     |
| Živko Radišić      | Serbe        | SPRS    | 13. Oktober 1998 – 15. Juni 1999    |
| Ante Jelavić       | Kroate       | HDZ BiH | 15. Juni 1999 – 14. Februar 2000    |
| Alija Izetbegović  | Bosniake     | SDA     | 14. Februar 2000 – 14. Oktober 2000 |
| Živko Radišić      | Serbe        | SPRS    | 14. Oktober 2000 – 14. Juni 2001    |
| Jozo Križanović    | Kroate       | SDP BiH | 14. Juni 2001 – 14. Februar 2002    |
| Beriz Belkić       | Bosniake     | SDP BiH | 14. Februar 2002 – 28. Oktober 2002 |
| Mirko Šarović      | Serbe        | SDS     | 28. Oktober 2002 – 2. April 2003    |
| Dragan Čović       | Kroate       | HDZ BiH | 2. April 2003 – 10. April 2003      |
| Borislav Paravac   | Serbe        | SDS     | 10. April 2003 – 27. Juni 2003      |
| Dragan Čović       | Kroate       | HDZ BiH | 27. Juni 2003 – 28. Februar 2004    |
| Sulejman Tihić     | Bosniake     | SDA     | 28. Februar 2004 – 28. Oktober 2004 |
| Borislav Paravac   | Serbe        | SDS     | 28. Oktober 2004 – 28. Juni 2005    |
| Ivo Miro Jović     | Kroate       | HDZ BiH | 28. Juni 2005 – 28. Februar 2006    |
| Sulejman Tihić     | Bosniake     | SDA     | 28. Februar 2006 – 6. November 2006 |
| Nebojša Radmanović | Serbe        | SNSD    | 6. November 2006 – 6. Juli 2007     |
| Željko Komšić      | Kroate       | SDP BiH | 6. Juli 2007 – 7. März 2008         |
| Haris Silajdžić    | Bosniake     | SBiH    | 7. März 2008 – 6. November 2008     |
| Nebojša Radmanović | Serbe        | SNSD    | 6. November 2008 – 6. Juli 2009     |
| Željko Komšić      | Kroate       | SDP BiH | 6. Juli 2009 – 6. März 2010         |
| Haris Silajdžić    | Bosniake     | SBiH    | 6. März 2010 – 10. November 2010    |
| Nebojša Radmanović | Serbe        | SNSD    | 10. November 2010 – 10. Juli 2011   |
| Željko Komšić      | Kroate       | SDP BiH | 10. Juli 2011 – 10. März 2012       |
| Bakir Izetbegović  | Bosniake     | SDA     | 10. März 2012 – 10. November 2012   |
| Nebojša Radmanović | Serbe        | SNSD    | 10. November 2012 – 10. Juli 2013   |
| Željko Komšić      | Kroate       | SDP BiH | 10. Juli 2013 – 10. März 2014       |
| Bakir Izetbegović  | Bosniake     | SDA     | 10. März 2014 – 17. November 2014   |
| Mladen Ivanić      | Serbe        | PDP     | 17. November 2014 – 17. Juli 2015   |
| Dragan Čović       | Kroate       | HDZ BiH | 17. Juli 2015 – 17. März 2016       |
| Bakir Izetbegović  | Bosniake     | SDA     | 17. März 2016 – 17. November 2016   |
| Mladen Ivanić      | Serbe        | PDP     | 17. November 2016 – 17. Juli 2017   |
| Dragan Čović       | Kroate       | HDZ BiH | 17. Juli 2017 – 17. März 2018       |
| Bakir Izetbegović  | Bosniake     | SDA     | 17. März 2018 – 20. November 2018   |
| Milorad Dodik      | Serbe        | SNSD    | 20. November 2018 – 20. Juli 2019   |
| Željko Komšić      | Kroate       | DF      | 20. Juli 2019 – 20. März 2020       |
| Šefik Džaferović   | Bosniake     | SDA     | 20. März 2020 – 20. November 2020   |
| Milorad Dodik      | Serbe        | SNSD    | 20. November 2020 – 20. Juli 2021   |
| Željko Komšić      | Kroate       | DF      | 20. Juli 2021 – 20. März 2022       |
| Šefik Džaferović   | Bosniake     | SDA     | 20. März 2022 – 16. November 2022   |
| Željka Cvijanović  | Serbin       | SNSD    | 16. November 2022 – 16. Juli 2023   |
| Željko Komšić      | Kroate       | DF      | 16. Juli 2023 – 16. März 2024       |
| Denis Bećirović    | Bosniake     | SDP BiH | 16. März 2024 – 16. November 2024   |
| Željka Cvijanović  | Serbin       | SNSD    | 16. November 2024 – 16. Juli 2025   |
| Željko Komšić      | Kroate       | DF      | seit 16. Juli 2025                  |

Parteienkürzel:
- DF – Demokratische Front BH (Demokratska fronta BH)
- HDZ BiH – Kroatische Demokratische Union in Bosnien und Herzegowina (Hrvatska demokratska zajednica Bosne i Hercegovine)
- SBiH – Partei für Bosnien und Herzegowina (Stranka za Bosnu i Hercegovinu)
- SDA – Partei der Demokratischen Aktion (Stranka demokratske akcije)
- SDP BiH – Sozialdemokratische Partei von Bosnien und Herzegowina (Socijaldemokratska partija Bosne i Hercegovine)
- SDS – Serbische Demokratische Partei (Srpska Demokratska Stranka)
- SNSD – Allianz der Unabhängigen Sozialdemokraten (Savez nezavisnih socijaldemokrata)
- SPRS – Sozialistische Partei der Republika Srpska (Socijalistička partija Republike Srpske)
- PDP – Partei des demokratischen Fortschritts (Partija demokratskog progresa)